# Vandballon
En vandballon er en ballon, hvori man fylder vand i stedet for luft. Vandballoner kan også bruges til at lege med om sommeren til vandballonkampe, hvor mange personer kan være med. Endvidere kan de med fordel kastes ud fra stor højde, således at området, der bliver vådt, forøges betragteligt.